# Petit peuple

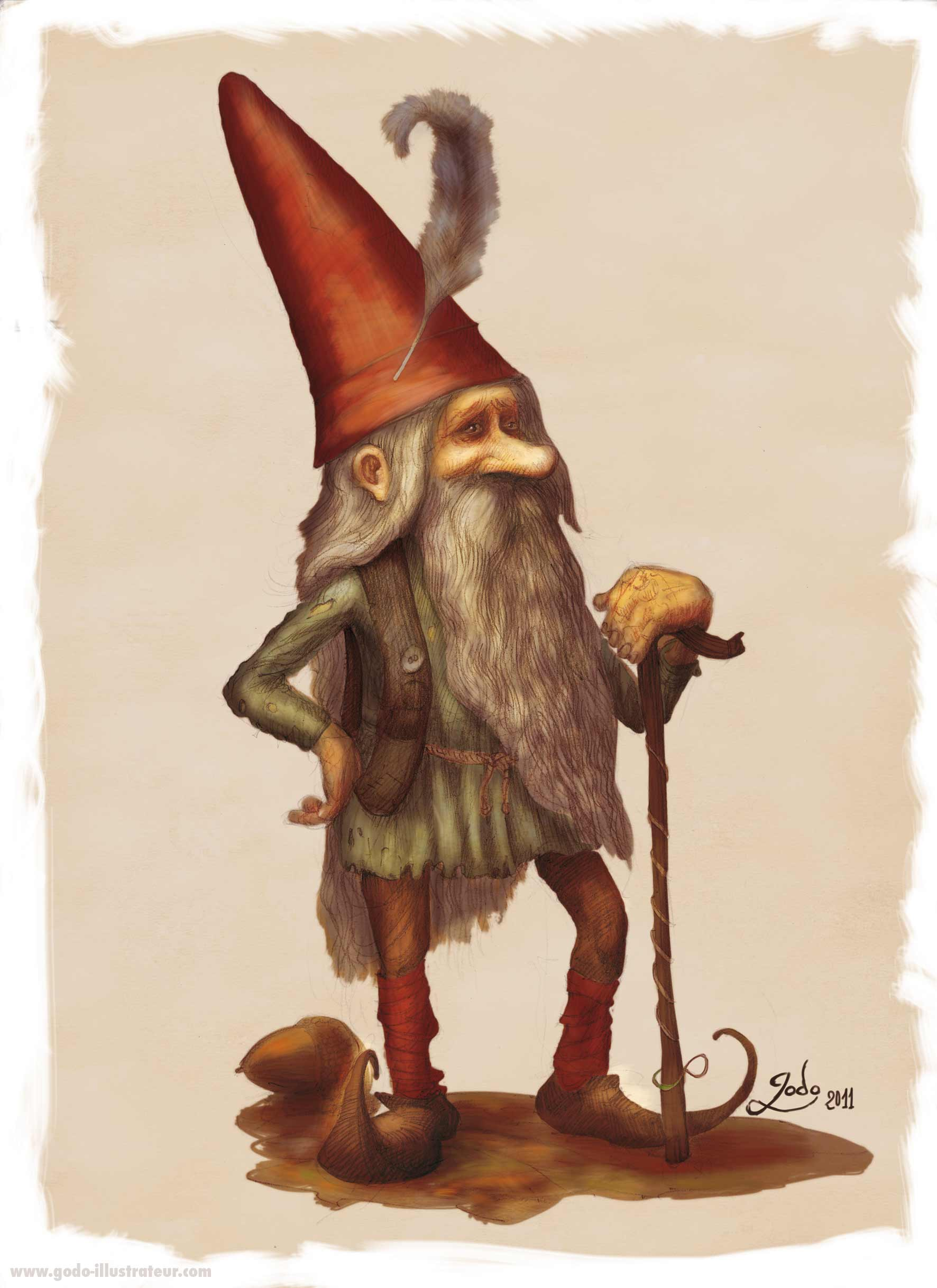
Un lutin, personnage typique du petit peuple, dessiné par Godo en octobre 2011, technique mixte crayon et tablette graphique.

Petit peuple est un terme qui désigne les petits êtres humanoïdes issus des mythologies et du folklore, qui ont fait partie du folklore de nombreuses cultures dans l'histoire de l'humanité, notamment celtique et nordique : les fées, mais aussi les lutins, trolls, gnomes, elfes et êtres assimilés.

## Terminologie
Dans son sens le plus commun, « petit peuple » est une ancienne expression qui désigne la catégorie sociale la moins aisée de la population :

« On dit "Le petit peuple", pour dire

Le bas peuple, le menu peuple ;

Des gens de petite étoffe, pour dire,

Des gens de basse condition. »

— Dictionnaire de l'académie française
Dans de nombreux pays d'Europe, les créatures surnaturelles du folklore étaient désignés indirectement par différentes périphrases, avec des expressions comme « belles gens », « bonnes gens », « petit peuple ». Dans les pays scandinaves, le terme småfolk (littéralement « petit peuple ») désignait ainsi les petites créatures surnaturelles du folklore. Vers 1690, Robert Kirk mentionne à propos des croyances populaires d'Écosse :

« Ces Siths ou Faeries, qu'ils appellent Sleagh Maith ou "le Bon Peuple" [the Good People], vraisemblablement pour éviter d'attirer leurs attentions néfastes (d'après la coutume des Irlandais de bénir tout ce qu'ils craignent). »

Pour le Dictionnaire historique de la langue française, en français « féerie » peut également désigner un monde merveilleux et ses « personnages surnaturels ».

## Créatures considérées comme faisant partie du petit peuple
Le terme « petit peuple » englobe tous les êtres humanoïdes imaginaires, généralement de petite taille : fées, lutins, trolls, gnomes, nains, elfes et assimilés. Le terme de fadet, fadette ou farfadet, apparenté étymologiquement au mot fée, peut désigner à la fois la petite fée et le lutin.

### Fée
La fée, au sens strict, est une créature féminine dotée de pouvoirs surnaturels tels que voler, enchanter, etc.

### Elfe
L'elfe est issu des croyances germaniques et scandinaves.

### Gnome
Le gnome est une petite créature humanoïde légendaire, habitant sous terre, assez proche du nain.

### Lutin
Le lutin est un petit être issu du monde roman.

### Nain
Le nain est principalement issu de croyances germaniques médiévales.

## Le petit peuple dans les folklores du monde
Ces créatures sont issues de diverses mythologies et folklores.

### Folklore scandinave et germanique
Le petit peuple du folklore scandinave germanique est issu principalement de la mythologie nordique, notamment les elfes, les trolls, et les gnomes. Le kobold et le gobelin sont propres aux croyances germaniques. En Islande, le Huldufólk est composé de créatures du petit peuple qui ont la particularité d'être invisibles sauf pour quelques rares personnes.

### Folklore celte
Le folklore écossais, irlandais, anglais et breton semble issu principalement de la mythologie celte, et rassemble par exemple la banshee et la Bansidh, littéralement « femme du Sidh », qui relève de la mythologie celtique irlandaise, messagère des dieux Tuatha Dé Danann. Le korrigan breton (de la racine korr, « nain ») est quant à lui plus proche du lutin. Le leprechaun fait partie des sidhes, les habitants surnaturels des régions gaéliques (île d'Irlande, île de Man, Écosse).

### Folklore français
Au croisement de plusieurs influences (celtique en Bretagne, germanique à l'est et romaine au sud), le folklore français comporte aussi bien les lutins, gobelins et korrigans, en plus de la « dame fée » (fata, la fée Mélusine). La mythologie était déjà bien fixée quand la France a été formée et les personnages merveilleux spécifiquement français sont des inventions littéraires ou des évolutions de personnages issus d'un folklore plus ancien.

### Folklore japonais
Au Japon, le petit peuple est désigné sous le nom de kobito (小人, « petites personnes »), mais peut également prendre le nom de shuju (侏儒) ou encore waijin (矮人). Le terme kobito (小人) est une appellation locale japonaise utilisant les caractères chinois utilisés pour désigner une autre créature en Chine. Dans la littérature japonaise classique, il est également question de personnages d’une très petite taille, se comptant en sun (寸), environ 3 cm : Issun-bōshi (一寸法師, « garçon d’un pouce ») est un homme minuscule qui part à l’aventure d’armé d’une aiguille en guise d’épée, sauvant une jeune fille, d’un méchant oni, avant de lui voler son maillet, lui permettant de devenir un grand et beau jeune homme. Dans l’histoire du coupeur de bambou, la princesse Kaguya était originellement une toute petite fille d’environ trois sun de haut (9 cm) avant de reprendre une taille d’enfant de son âge, lorsque ses parents adoptifs ont commencés à s’occuper d’elle. Car généralement, ces petits héros ne sont en fait, que des humains d’une petite taille, qui n’est que temporaire, car ils regagnent toujours des dimensions normales à un moment donné de l’histoire.
Dans le folklore japonais, les petites créatures humanoïdes, bien qu’elles ne soient pas définies sous le terme de « petit peuple » à proprement parler, sont des éléments extrêmement récurrents parmi les yōkai. Ils comportent généralement  beaucoup des attributs relatifs aux enfants dans leurs noms, comme tarō (太郎) ou kozō (小僧) avec plusieurs prononciations différentes. En tant que yōkai, ils naissent souvent de phénomènes locaux très spécifiques, comme l'Amefurikozō, créature associée aux pluies et aux averses. Ces créatures sont souvent des êtres associées à des lieux en particuliers, comme les kappa à l’eau, les tengu aux cieux, les kodama aux arbres, ou encore le zashiki-warashi au domaine de la maison. Ces figures tutélaires, souvent associées aux kami peuvent apporter des bénéfices aux humains s’ils sont bien considérés.
Certaines de ces créatures, sont des variantes plus petites d’autres yōkai, comme les Amanojaku, qui sont de petits oni. Certaines créatures animales comme les bake-danuki (tanuki transformistes) peuvent prendre la forme de petits êtres humanoïdes, comme le kabukiri-kozō, un petit être ressemblant à un kappa, demandant de l’eau ou du thé. Le mamedanuki, un bake-danuki d’une taille minuscule, se transforme fréquemment en humain d’une très petite taille, comme un très jeune enfant ou encore un vieillard rabougris.
Mais les petites créatures ne se cantonnent pas qu’au folklore du Japon central, mais aussi à d’autres contrées plus éloignées comme les Kijimuna à Okinawa ou encore les Koropokkuru chez les Aïnous d’Hokkaidō. Cette dernière est d’ailleurs considéré comme un petit peuple, dans le sens occidental du terme.

## Elficologie
L'elficologie est un néologisme créé par Pierre Dubois pour désigner l'étude du petit peuple. Il emploie ce terme pour la première fois en 1967, lassé de répondre « écrivain » lorsqu'on lui demandait sa profession. Le terme a depuis été repris dans les ouvrages d'autres auteurs étudiant le petit peuple, notamment ceux d'Édouard Brasey, ainsi que dans des bandes dessinées.
Avec René Hausman aux illustrations, Pierre Dubois publie Le Grand fabulaire du Petit peuple dans le journal de Spirou entre 1984 et 1986. Chaque semaine, un article de 2 à 4 pages détaillait une espèce particulière du petit peuple.